# Список судинних рослин України — розоцвіті
Список місцевих рослин України з порядку розоцвіті є продовженням Списку судинних рослин України. Розоцвіті (Rosales) у рідній флорі України представлені родинами: коноплеві (Cannabaceae), маслинкові (Elaeagnaceae), жостерові (Rhamnaceae), трояндові (Rosaceae), в'язові (Ulmaceae), кропивові (Urticaceae).

### Місцеві розоцвіті (Rosales)
| №   | Вид | Розповсюдження в Україні | Джерело інформації | Родина                  | Зображення |
| --- | --- | --- | ------------------ | ----------------------- | ---------- |
| 1   | Каркас голий Celtis glabrata Steven ex Planch. | На сухих схилах, скелях, осипах — у Криму, на заході (від Тарханкутського півострова до Балаклави), і на ПБК (від Балаклави до Карадагу) | [ 2 ]              | Коноплеві Cannabaceae   |            |
| 2   | Хміль звичайний Humulus lupulus L. | У лісах, чагарниках, на вологих місцях — на всій території | [ 3 ]              | …                       |            |
| 3   | Обліпиха звичайна Hippophae rhamnoides L. | На піщаних пагорбах уздовж берегів річок — Степу (Одеська обл., береги Дунаю біля м. Вилкове); культивують по всій території у садах і парках | [ 4 ]              | Маслинкові Elaeagnaceae |            |
| 4   | Крушина ламка Frangula alnus Mill. | Серед чагарників, у лісах і вільшаниках, на берегах річок та озер, на болотах і вологих луках — на б. ч. території звичайний; у Степу, рідко, лише по долинах рік; у гірському Криму (переважно в середньому поясі) звичайний                                                   | [ 5 ]              | Жостерові Rhamnaceae    |            |
| 5   | Держидерево звичайне Paliurus spina-christi Mill. | На сухих кам'янистих схилах серед чагарників; місцями утворює непрохідні чагарникові зарості — у нижньому та середньому поясах гірського Криму та на ПБК, досить звичайний | …                  | …                       |            |
| 6   | Жостір проносний Rhamnus cathartica L. | На лісових узліссях, галявинах, луках, серед чагарників, на схилах, у балках, долинах — на всій території звичайний; крім Полинного Степу та Карпат, але на Закарпатті зростає                                                                                                  | [ 6 ]              | …                       |            |
| 7   | Жостір скельний Rhamnus saxatilis Jacq., у т. ч. Rhamnus saxatilis subsp. tinctoria Nyman | На крутих щебенистих і кам'янистих схилах, серед чагарників — у Чернівецькій обл. на правому березі р. Дністра дуже рідко | …                  | …                       |            |
| 8   | Парило звичайне Agrimonia eupatoria L. | У світлих лісах, на узліссях, відкритих схилах — на всій території звичайний | [ 7 ]              | Трояндові Rosaceae      |            |
| 9   | Парило волосисте Agrimonia pilosa Ledeb. | У світлих лісах, серед чагарників, на відкритих місцях — на Поліссі, Лісостепу, спорадично; у Степу, рідко | …                  | …                       |            |
| 10  | Парило високе Agrimonia procera Wallr. | У світлих лісах, серед чагарників, на відкритих схилах — у західних районах, спорадично, східних, зрідка, у південному Степу та Криму відсутнє | …                  | …                       |            |
| 11  | Приворотень уподібнений Alchemilla aemula Juz. | На яйлах і узліссях гірських лісів — у гірському Криму, звичайний | [ 8 ]              | …                       |            |
| 12  | Приворотень Буша Alchemilla buschii Juz. | На відкритих схилах, яйлах — у гірському Криму, рідко (Карабі-Яйла, Коба, Каратау) | …                  | …                       |            |
| 13  | Приворотень віяловий Alchemilla flabellata Buser | На відкритих схилах — у Карпатах, гірському Криму, спорадично | …                  | …                       |            |
| 14  | Приворотень сизуватий Alchemilla glaucescens Wallr. | На трав'янистих і кам'янистих схилах яйл — у гірському Криму, рідко | …                  | …                       |            |
| 15  | Приворотень найшорсткіший Alchemilla hirsutissima Juz. | На лугових і кам'янистих схилах — у гірському Криму, зрідка | …                  | …                       |            |
| 16  | Приворотень надрізаний Alchemilla incisa Buser | На кам'янистих схилах — у Карпатах, дуже рідко (Покутські Карпати) | …                  | …                       |            |
| 17  | Приворотень яйлинський Alchemilla jailae Juz. | На кам'янистих яйлах і узліссях — у гірському Криму, спорадично | …                  | …                       |            |
| 18  | Приворотень каменелюбний Alchemilla lithophila Juz. | На скелях і щебенистих схилах на яйлах гірському Криму, звичайний | …                  | …                       |            |
| 19  | Приворотень світлолюбний Alchemilla phegophila Juz. | На яйлах, лісових галявинах — у гірському Криму, рідко (Чатирдаг) | …                  | …                       |            |
| 20  | Приворотень скидальний Alchemilla exuens Juz. | На гірських луках і узліссях — у Криму, рідко (заповідно-мисливське господарство) | [ 9 ]              | …                       |            |
| 21  | Приворотень блискучий Alchemilla micans Buser | На луках, узліссях — на Поліссі, Лісостепу, Карпатах, спорадично; у Степу, рідко (півн.-сх. ч.) | …                  | …                       |            |
| 22  | Приворотень гірський Alchemilla monticola Opiz | На луках, узліссях — у Поліссі та на півночі Лісостепу, нечасто (Житомирська та Сумська обл.) | …                  | …                       |            |
| 23  | Приворотень близький Alchemilla propinqua H.Lindb. ex Juz. | На луках — на Поліссі, дуже рідко (Сумська обл., ок. м. Глухів) | …                  | …                       |            |
| 24  | Приворотень Стевена Alchemilla stevenii Buser | На яйлах. У гірському Криму (Чатирдаг, Бабуган-яйла) | …                  | …                       |            |
| 25  | Приворотень Шафера Alchemilla szaferi Pawł. | На гірських луках — у Карпатах, дуже рідко (Івано-Франківська обл.) | …                  | …                       |            |
| 26  | Приворотень винний Alchemilla vinacea Juz. | На гірських луках, узліссях, на яйлах у лісі — у гірському Криму, часто | …                  | …                       |            |
| 27  | Приворотень Запаловича Alchemilla zapalowiczii Pawł. | На гірських луках — у Карпатах, дуже рідко | …                  | …                       |            |
| 28  | Приворотень баб'єгірський Alchemilla babiogorensis Pawł. | У Карпатах (Чорногора, Мармароські Альпи) — у високогір'ї на гірських луках, дуже рідко | [ 10 ]             | …                       |            |
| 29  | Приворотень прибалтійський Alchemilla baltica Juz. | У Карпатах (Прикарпаття, Східні Бескиди й Низькі полонини, Ґорґани, Свидовець, Чорногора, Чивчино-Гринявські гори) — на гірських луках, рідко | …                  | …                       |            |
| 30  | Приворотень Браун-Блянке Alchemilla braun-blanquetii Pawł. | У Карпатах (Чорногора) — на високогірних луках, уздовж потоків, дуже рідко | …                  | …                       |            |
| 31  | Приворотень буковинський Alchemilla bucovinensis Sychak | У Карпатах (Східні Бескиди й Низькі полонини, Ґорґани, Чивчино-Гринявські гори) — на гірських луках, часто | …                  | …                       |            |
| 32  | Приворотень чивчинський Alchemilla czywczynensis Pawł. | У Карпатах (Чивчино-Гринявські гори) — на гірських луках, дуже рідко | …                  | …                       |            |
| 33  | Приворотень Дейла Alchemilla deylii Plocek ex Soják | У Карпатах (Свидовець, Чорногора) — у високогір'ї на гірських луках та осипищах, дуже рідко | …                  | …                       |            |
| 34  | Приворотень міцний Alchemilla firma Buser | У Карпатах (Свидовець, Чорногора) — на високогір'ї на гірських луках та осипищах, дуже рідко; однак рослини з Українських Карпат відрізняються від типової A. firma Buser | …                  | …                       |            |
| 35  | Приворотень горцівський Alchemilla gorcensis Pawł. | У Карпатах (Чивчино-Гринявські гори) — на гірських луках, дуже рідко | …                  | …                       |            |
| 36  | Приворотень семикутний Alchemilla heptagona Juz. | У Карпатах (Чорногора, Чивчино-Гринявські гори) — на гірських луках, спорадично | …                  | …                       |            |
| 37  | Приворотень говерлянський Alchemilla hoverlensis Pawlus & Lovelius | У Карпатах (Чорногора) — на високогірних луках, дуже рідко | …                  | …                       |            |
| 38  | Приворотень Корнася Alchemilla kornasiana Pawł. | У Карпатах (Чивчино-Гринявські гори) — на гірських луках, рідко | …                  | …                       |            |
| 39  | Приворотень притуплений Alchemilla obtusa Buser | У Карпатах (Ґорґани, Свидовець, Чорногора, Чивчино-Гринявські гори) — на високогірних луках, рідко; однак рослини з Українських Карпат відрізняються від типової A. obtusa Buser                                                                                                | …                  | …                       |            |
| 40  | Приворотень несправжньонадрізаний Alchemilla pseudincisa Pawł. | У Карпатах (Свидовець, Чорногора) — на високогірних луках і осипищах, рідко | …                  | …                       |            |
| 41  | Приворотень складчастий Alchemilla plicata Buser | Прикарпаття — на гірських луках, рідко | …                  | …                       |            |
| 42  | Приворотень ниркоподібний Alchemilla reniformis Buser | У Карпатах (Чорногора, Чивчино-Гринявські гори) — на високогірних луках, рідко | …                  | …                       |            |
| 43  | Приворотень сарматський Alchemilla sarmatica Juz. | У Карпатах (Прикарпаття, Східні Бескиди й низькі полонини, Ґорґани, Свидовець, Чорногора, Чивчино-Гринявські гори, Мармароські Альпи) — на лісових і гірських луках, часто | …                  | …                       |            |
| 44  | Приворотень смитнянський Alchemilla smytniensis Pawł. | У Карпатах (Ґорґани), на Опіллі — на лісових луках, дуже рідко | …                  | …                       |            |
| 45  | Приворотень напівнаближений Alchemilla subconnivens Pawł. (сплутана з Alchemilla connivens Buser) | У Карпатах (Чивчино-Гринявські гори) — на високогірних луках, рідко | …                  | …                       |            |
| 46  | Приворотень туркульський Alchemilla turkulensis Pawł. | У Карпатах (Свидовець, Чорногора, Чивчино-Гринявські гори, Мармароські Альпи) — на високогірних луках, уздовж потоків, часто | …                  | …                       |            |
| 47  | Приворотень Валяса Alchemilla walasii Pawł. | У Карпатах (Східні Бескиди й Низькі полонини), Передкарпатті — на лісових і гірських луках, рідко | …                  | …                       |            |
| 48  | Приворотень кулястий Alchemilla conglobata H.Lindb. | Наводиться для сходу Сумської області | [ 11 ]             | …                       |            |
| 49  | Приворотень довговолосистий Alchemilla crinita Buser | У Карпатах (Прикарпаття, Східні Бескиди й низькі Полонини, Ґорґани, Свидовець, Чорногора, Чивчино-Гринявські гори), Середньому Подністров'ї | …                  | …                       |            |
| 50  | Приворотень хвилястолистий Alchemilla cymatophylla Juz. | У Карпатах (Східні Бескиди й низькі полонини, Ґорґани, Свидовець, Чорногора, Чивчино-Гринявські гори), Розточчі-Опіллі, Малому Поліссі | …                  | …                       |            |
| 51  | Приворотень безкровний Alchemilla exsanguis Juz. | У гірському Криму | …                  | …                       |            |
| 52  | Приворотень голий Alchemilla glabra Neygenf., syn. Alchemilla vulgaris subsp. glabra | У Карпатах (Східні Бескиди й Низькі полонини, Ґорґани, Свидовець, Чорногора, Чивчино-Гринявські гори), Розточчі-Опіллі, на Малому Поліссі | …                  | …                       |            |
| 53  | Приворотень голостеблий Alchemilla glabricaulis H.Lindb. | У Розточчі-Опіллі | …                  | …                       |            |
| 54  | Приворотень шорсткостеблий Alchemilla hirsuticaulis H.Lindb. | Наводиться для Волинської та Сумської областей | …                  | …                       |            |
| 55  | Приворотень безбородий Alchemilla imberbis Juz. | У Закарпатті, Карпатах (у всіх районах), на Поліссі, у Лісостепу | …                  | …                       |            |
| 56  | Приворотень ослаблий Alchemilla languescens Juz. | У гірському Криму | …                  | …                       |            |
| 57  | Приворотень м'який Alchemilla mollis (Buser) Rothm. | Мале Полісся (м. Дубляни Жовківського району Львівської області), можливо як інтродукована чи випадково занесена рослина | …                  | …                       |            |
| 58  | Приворотень густоцвітий Alchemilla pycnantha Juz. | У гірському Криму | …                  | …                       |            |
| 59  | Alchemilla supina Juz. | У гірському Криму | …                  | …                       |            |
| 60  | Приворотень кримський Alchemilla taurica (Buser) Juz. | У гірському Криму | …                  | …                       |            |
| 61  | Приворотень Вероніки Alchemilla veronicae Juz. | У гірському Криму | …                  | …                       |            |
| 62  | Приворотень звичайний Alchemilla vulgaris L. | Прикарпаття, Східні Бескиди й низькі полонини, Ґорґани, Свидовець, Чорногора, Закарпатська рівнина та передгір'я, Передкарпаття, Полісся та Лісостеп (північна й північно-східна частини)                                                                                       | …                  | …                       |            |
| 63  | Приворотень жовто-зелений Alchemilla xanthochlora Rothm. | Закарпатська рівнина, Карпати (Східні Бескиди й Низькі полонини, Ґорґани, Свидовець), Передкарпаття | …                  | …                       |            |
| 64  | Приворотень короткозубчастий Alchemilla brevidens Juz. | У листяних лісах — у Криму, зрідка | [ 7 ]              | …                       |            |
| 65  | Приворотень зігнуточерешковий Alchemilla camptopoda Juz. | На гірських луках, узліссях — у гірському Криму, рідко (Ай-Петрі) | …                  | …                       |            |
| 66  | Приворотень густозубчастий Alchemilla crebridens Juz. | На гірських луках, лісових узліссях — у гірському Криму, звичайний | …                  | …                       |            |
| 67  | Приворотень напівзарубчастий Alchemilla subcrenata Buser | На лісових і субальпійських луках — у Карпатах спорадично; у Поліссі та Лісостепу зрідка | …                  | …                       |            |
| 68  | Приворотень дрібноцвітий Alchemilla tytthantha Juz. | На гірських луках, узліссях, біля узбіччя доріг на яйлах і в лісі — у гірському Криму | …                  | …                       |            |
| 69  | Alchemilla arvensis (L.) Scop., syn. Aphanes arvensis L. | На сухих схилах і полях — у зх. Полісся (Волинська та Житомирська обл.) та Криму (Чатирдаг, Микита, Ялта), рідко | …                  | …                       |            |
| 70  | Ірга круглолиста Amelanchier ovalis Medik. | На кам'янистих місцях — у гірському Криму, рідко | [ 12 ]             | …                       |            |
| 71  | Парильце звичайне Aremonia agrimonoides (L.) DC. | У букових лісах, на схилах — на Закарпатті, рідко (ок. м. Берегове, Мукачево) | [ 7 ]              | …                       |            |
| 72  | Argentina anserina (L.) Rydb., syn. Potentilla anserina L. | На вологих місцях, на луках, випасах — звичайний на всій території | [ 13 ]             | …                       |            |
| 73  | Aria edulis (Willd.) M.Roem., syn. Sorbus aria (L.) Crantz | У лісах — у Карпатах | [ 14 ]             | …                       |            |
| 74  | Aria graeca (Lodd. ex Spach) M.Roem., Sorbus graeca (Lodd. ex Spach) S.Schauer | У лісах, на кам'янистих схилах — у гірському Криму часто | …                  | …                       |            |
| 75  | Aria stankovii (Juz.) Sennikov & Kurtto, syn. Sorbus stankovii Juz. | У гірському Криму | [ 11 ]             | …                       |            |
| 76  | Aria taurica (Zinserl.) Sennikov & Kurtto, syn. Sorbus taurica Zingerl. | У гірському Криму (яйли) | …                  | …                       |            |
| 77  | Таволжник звичайний Aruncus dioicus (Walter) Fernald | У лісах, серед чагарників — у Карпатах і Прикарпатті часто; у західному Поліссі й Лісостепу спорадично | [ 15 ]             | …                       |            |
| 78  | Вовче тіло болотяне Comarum palustre L. | На болотах — на Поліссі та Лісостепу, звичайний; у Степу, зрідка | [ 13 ]             | …                       |            |
| 79  | Cotoneaster laxiflorus J.Jacq. ex Lindl., syn. Cotoneaster melanocarpus var. laxiflorus (J.Jacq. ex Lindl.) C.K.Schneid. | Майже по всій території України, переважно на Правобережжі та в південно-східній частині; у Криму (південь), зрідка | [ 11 ]             | …                       |            |
| 80  | Кизильник цілокраїй Cotoneaster integerrimus Medik. | На кам'янистих осипах і відслоненнях — у гірському Криму, часто; наводиться для Карпат (Закарпатська та Івано-Франківська області) | [ 15 ]             | …                       |            |
| 81  | Кизильник чорноплідний Cotoneaster niger (Ehrh.) Fr., syn. Cotoneaster melanocarpus (Bunge) Loudon | На кам'янистих схилах, оголеннях, серед чагарників — майже на всій території, розсіяно; у гірському Криму, рідко | …                  | …                       |            |
| 82  | Кизильник кримський Cotoneaster tauricus Pojark. | На кам'янистих схилах — у гірському Криму, рідко (околиці Старого Криму, Судака, Феодосії та ін.) | …                  | …                       |            |
| 83  | Crataegus germanica (L.) Kuntze, syn. Mespilus germanica L. | У світлих лісах гірського Криму, спорадично | [ 16 ]             | …                       |            |
| 84  | Глід східний Crataegus orientalis Pall. ex M.Bieb., у т. ч. Crataegus pojarkovae Kossych, Crataegus schraderiana Ledeb., Crataegus tournefortii Griseb. | На сухих схилах, у чагарниках, на узліссях — у Криму (ПБК, передгір'я), досить звичайно | …                  | …                       |            |
| 85  | Глід п'ятистовпчиковий Crataegus pentagyna Waldst. & Kit. ex Willd. | У лісах, на узліссях, у чагарниках — у Лісостепу, переважно на Лівобережжі, у Степу та гірському Криму, спорадично | …                  | …                       |            |
| 86  | Глід двостовпчиковий Crataegus laevigata (Poir.) DC. | У лісах — на Закарпатті, зрідка | [ 17 ]             | …                       |            |
| 87  | Глід сумнівний Crataegus ambigua C.A.Mey. ex A.K.Becker | На пісках — у пониззі Дніпра, дуже рідко | [ 18 ]             | …                       |            |
| 88  | Глід карадазький Crataegus karadaghensis Pojark. | Серед чагарникових заростей — У Криму (переважно в сх. ч. ПБК), зрідка | …                  | …                       |            |
| 89  | Crataegus meyeri Pojark., syn. Crataegus taurica Pojark., Crataegus ucrainica auct. non Pojark. | У степах серед чагарників — у Криму, розсіяно | …                  | …                       |            |
| 90  | Глід дрібнолистий Crataegus microphylla K.Koch | У світлих лісах — у Криму (переважно в зах. ч. гірського Криму), досить звичайний | …                  | …                       |            |
| 91  | Глід Палляса Crataegus pallasii Griseb. | На сухих схилах, узліссях світлих лісів — у Криму, розсіяно (на ПБК, досить звичайно) | …                  | …                       |            |
| 92  | Глід кривочашечковий Crataegus rhipidophylla Gand., у т. ч. Crataegus curvisepala Lindm., Crataegus lindmanii Hrabětová, Crataegus pseudokyrtostyla Klokov, Crataegus subrotunda Klokov | У світлих листяних лісах, на узліссях, схилах — на всій території, крім південних степів, у Криму — у горах | …                  | …                       |            |
| 93  | Глід клинолистий Crataegus sphaenophylla Pojark. | На схилах, у чагарниках — у Криму (переважно в сх. ч. гірського Криму), зрідка | …                  | …                       |            |
| 94  | Глід Станкова Crataegus stankovii Kossych | Серед чагарників — у Криму, зрідка (Білогірський та Сімферопольський р-ни) | …                  | …                       |            |
| 95  | Глід Стевена Crataegus stevenii Pojark. | На сухих схилах, узліссях світлих лісів — у Криму, розсіяно (на ПБК, звичайно) | …                  | …                       |            |
| 96  | Глід український Crataegus ucrainica Pojark. | У лісах і на узліссях — на Поліссі та в Лісостепу (головним чином у північних р-нах) | …                  | …                       |            |
| 97  | Глід одностовпчиковий Crataegus monogyna Jacq. у т. ч. Crataegus azarella Griseb., Crataegus leiomonogyna Klokov, Crataegus lipskyi Klokov, Crataegus praearmata Klokov | На лісових узліссях — у Криму, розсіяно | [ 19 ]             | …                       |            |
| 98  | Дріяда гірська Dryas octopetala L. | На високогірних луках, кам'янистих схилах — у Карпатах, дуже рідко (Закарпатська обл., схили гір Близниця та Піп Іван Чорногорський). У ЧКУ має статус «рідкісний» | [ 8 ]              | …                       |            |
| 99  | Drymocallis geoides (M.Bieb.) Soják, syn. Potentilla geoides M.Bieb. | На сухих кам'янистих схилах, скелях — у гірському Криму (крім передгір'їв), звичайний | [ 13 ]             | …                       |            |
| 100 | Drymocallis rupestris (L.) Soják, syn. Potentilla jailae Juz. | На скелях і кам'янистих схилах, на яйлі — у Криму, зрідка | …                  | …                       |            |
| 101 | Гадючник болотяний Filipendula ulmaria (L.) Soják, у т. ч. Filipendula denudata (J.Presl & C.Presl) Fritsch | На вологих луках, серед чагарників, на узліссях, біля водойм — майже по всій території, крім півдня Степу; у Криму в передгір'ях (берег р. Бурульчі в ок. с. Іванівка), рідко                                                                                                   | [ 8 ]              | …                       |            |
| 102 | Гадючник звичайний Filipendula vulgaris Moench | На схилах, луках, узліссях — майже на всій території, крім високогір'я Карпат, спорадично | …                  | …                       |            |
| 103 | Суниці високі Fragaria moschata Duchesne ex Weston | У світлих лісах, на узліссях, серед чагарників — у Карпатах, окрім високогір'я; на Поліссі та в Лісостепу, зрідка | [ 13 ]             | …                       |            |
| 104 | Суниці лісові Fragaria vesca L. | У лісах, на схилах — у Карпатах, Поліссі та Лісостепу, звичайно; на півдні Лісостепу, у Степу та гірському Криму, розсіяно | [ 20 ]             | …                       |            |
| 105 | Суниці зелені Fragaria viridis Weston, у т. ч. Fragaria campestris Steven | У степах, на схилах, серед чагарників, узліссях — у Карпатах, у всіх районах, крім високогір'я, зрідка; у Лісостепу та Степу, звичайно; у Поліссі та гірському Криму, зрідка | …                  | …                       |            |
| 106 | Гребінник прямий Geum aleppicum Jacq. | У світлих лісах, серед чагарників — на всій території, спорадично | [ 21 ]             | …                       |            |
| 107 | Гребінник прибережний Geum rivale L. | На вологих луках, серед чагарників — майже по всій Україні, звичайний, крім Степу та Криму | …                  | …                       |            |
| 108 | Гребінник гірський Geum montanum L., syn. Sieversia montana (L.) R.Br. | На високогірних луках — у Карпатах, звичайно | [ 8 ]              | …                       |            |
| 109 | Гребінник звичайний Geum urbanum L. | У світлих лісах, серед чагарників — по всій Україні | [ 22 ]             | …                       |            |
| 110 | Яблуня лісова Malus sylvestris (L.) Mill. | У світлих лісах, на узліссях, у чагарниках — у західному Поліссі, Лісостепу, Карпатах, часто; у Степу, зрідка | [ 14 ]             | …                       |            |
| 111 | Перстач білий Potentilla alba L. | У лісах, серед чагарників — на Поліссі та Лісостепу, нерідко; у Криму (ок. Ялти, Ісари), дуже рідко | [ 13 ]             | …                       |            |
| 112 | Перстач золотистий Potentilla aurea L. | На гірських луках, галявинах, скелях — у Карпатах, звичайний | …                  | …                       |            |
| 113 | Перстач Кранца Potentilla crantzii (Crantz) Beck ex Fritsch | На кам'янистих місцях і гірських луках — у субальпійському поясі Карпат | …                  | …                       |            |
| 114 | Перстач випрямлений Potentilla erecta (L.) Raeusch. | У лісах, особливо соснових, лісових луках і болотах — на б. ч. території, крім Криму; у Степу лише по долинах річок у північних районах | …                  | …                       |            |
| 115 | Перстач дрібноквітковий Potentilla micrantha Ramond ex DC. | На схилах і полянах — у Криму (у передгір'ях, на яйлі та ПБК), зрідка | …                  | …                       |            |
| 116 | Перстач повзучий Potentilla reptans L. | У сирих місцях, на луках і серед чагарників — на всій території | …                  | …                       |            |
| 117 | Перстач сріблястий Potentilla argentea L. | Бур'ян біля доріг, на схилах, луках, біля житла — по всій території | [ 23 ]             | …                       |            |
| 118 | Перстач семилисточковий Potentilla heptaphylla L. | На пагорбах і схилах, на пісках — на Поліссі та в пн. ч. Лісостепу, зрідка | …                  | …                       |            |
| 119 | Перстач простертий Potentilla humifusa Willd. ex D.F.K.Schltdl., у т. ч. Potentilla depressa Willd. ex D.F.K.Schltdl. | По степах, схилах, узліссях лісів, на кам'янистих оголеннях різних порід, на крейдах і на пісках — майже на всій території, крім Карпат і Криму | …                  | …                       |            |
| 120 | Перстач сивуватий Potentilla inclinata Vill., у т. ч. Potentilla canescens Besser, Potentilla impolita Wahlenb. | По полях і схилах серед чагарників — на всій території | …                  | …                       |            |
| 121 | Перстач піндський Potentilla pindicola Hausskn. | На скелях — у Криму (Севастопольський р/р, с. Родниківське) | …                  | …                       |            |
| 122 | Перстач лежачий Potentilla supina L. | На вологих луках, біля берегів, бур'ян на городах — на всій території; у Криму рідко | …                  | …                       |            |
| 123 | Перстач китицецвітий Potentilla thyrsiflora Hülsen ex Zimmeter | На пісках, узліссях соснових лісів, у степах, іноді як сміття біля доріг — на Поліссі, у Лісостепу, розсіяно; у Степу, зрідка | …                  | …                       |            |
| 124 | Перстач астраханський Potentilla astracanica Jacq., у т. ч. Potentilla callieri (Th.Wolf) Juz., Potentilla mollicrinis (Borbás) Stankov | На сухих відкритих схилах та оголеннях, на приморських пісках — у Лісостепу, Степу та Криму | [ 24 ]             | …                       |            |
| 125 | Перстач середній Potentilla intermedia L. | Біля доріг, на полях, на лісових узліссях — на Поліссі та в Лісостепу, рідко | …                  | …                       |            |
| 126 | Перстач норвезький Potentilla norvegica L. | На вологих піщаних місцях, на городах — майже на всій території, крім Криму; у Степу рідко | …                  | …                       |            |
| 127 | Перстач шорсткий Potentilla hirta L., у т. ч. Potentilla angustifolia DC. | На кам'янистих і трав'янистих схилах — у Криму, переважно на яйлах | [ 21 ]             | …                       |            |
| 128 | Перстач довгоквітконіжковий Potentilla longipes Ledeb. | На степових ділянках — у Лісостепу (на Лівобережжі), зрідка | …                  | …                       |            |
| 129 | Перстач стопоподібний Potentilla pedata Willd. ex Hornem. | На пагорбах і сухих схилах — у Криму | …                  | …                       |            |
| 130 | Перстач тюрінґський Potentilla thuringiaca Bernh. ex Link, syn. Potentilla caucasica Juz. | Серед чагарників — у Криму, рідко (між Щебетівкою та Імаретським лісом) | …                  | …                       |            |
| 131 | Перстач затінковий Potentilla umbrosa Steven ex M.Bieb. | На лісових узліссях, у пониженнях, на луговинах, яйлі — у Криму, досить звичайний | …                  | …                       |            |
| 132 | Перстач розлогий Potentilla patula Waldst. & Kit. | На степах, схилах, кам'янистих відслоненнях, галявинах — у Лісостепу, нерідко: у Степу, звичайний | [ 25 ]             | …                       |            |
| 133 | Potentilla incana P.Gaertn., B.Mey. & Scherb. | Майже по всій території, крім Карпат і Криму | [ 11 ]             | …                       |            |
| 134 | Potentilla neglecta Baumg. | На більшій частині території | …                  | …                       |            |
| 135 | Potentilla pusilla Host | Карпати (околиці м. Мукачеве) та Буковина (околиці м. Чернівців) | …                  | …                       |            |
| 136 | Перстач прямий Potentilla recta L., у т. ч. Potentilla crassa Tausch ex Zimmeter, Potentilla laeta Rchb., Potentilla leucotricha (Borbás) Zimmeter, Potentilla leucotricha (Borbás) Zimmeter, Potentilla obscura Willd., Potentilla pilosa Willd., Potentilla semilaciniosa (Borbás) Borbás | По всій Україні, включно з Кримом (степова частина, рідше гірська) | …                  | …                       |            |
| 137 | Перстач кримський Potentilla taurica Willd. ex D.F.K.Schltdl. | У гірському Криму | …                  | …                       |            |
| 138 | Мигдаль степовий Prunus tenella Batsch | На степових і кам'янистих схилах — на півдні Лісостепу, рідко; у Степу, Криму, спорадично | [ 26 ]             | …                       |            |
| 139 | Черешня Prunus avium (L.) L., syn. Cerasus avium (L.) Moench | У лісах, на узліссях — у західних областях, включаючи Карпати, часто; у Лівобережному Лісостепу, гірському Криму, рідко | [ 27 ]             | …                       |            |
| 140 | Вишня степова Prunus fruticosa Pall., syn. Cerasus fruticosa (Pall.) Borkh., у т. ч. Prunus klokovi | На степових ділянках, схилах, серед чагарників — на півдні Полісся, у Лісостепу, Степу, спорадично | …                  | …                       |            |
| 141 | Вишня-антипка Prunus mahaleb L., syn. Padellus mahaleb (L.) Vassilcz. | На сухих кам'янистих схилах, у світлих лісах — у західному Лісостепу, Криму, спорадично; у Прикарпатті (Чернівецька обл.), рідко | …                  | …                       |            |
| 142 | Черемха звичайна Prunus padus L., Padus avium Mill. | У сирих лісах, серед чагарників — у західних областях, звичайний; у Лісостепу та Степу, зрідка | …                  | …                       |            |
| 143 | Терен колючий Prunus spinosa L. | Серед чагарників, біля галявин — у захищених областях, звичайний | …                  | …                       |            |
| 144 | Глодівець червоний Pyracantha coccinea M.Roem. | На кам'янистих схилах, серед чагарників — у гірському Криму, звичайний | [ 16 ]             | …                       |            |
| 145 | Груша звичайна Pyrus communis L. | У світлих лісах — по всій території, крім степового півдня, звичайний | [ 14 ]             | …                       |            |
| 146 | Груша маслинколиста Pyrus elaeagrifolia Pall. | На сухих кам'янистих схилах, у світлих лісах — у гірському Криму, часто | …                  | …                       |            |
| 147 | Pyrus nivalis Jacq. | У Криму (південь, гори), а також культивується в садах і парках, нерідко дичавіє | [ 11 ]             | …                       |            |
| 148 | Шипшина польова Rosa agrestis Savi, syn. Rosa koslowskii Chrshan. | Росте серед чагарників, рідше на галявинах чи біля доріг — біля підніжжя гірських кам'янистих схилів Карпат | [ 28 ]             | …                       |            |
| 149 | Шипшина гвоздична Rosa caryophyllacea Besser | Біля доріг, на пустирях, узліссях і в чагарниках — на Прикарпатті, у Розточсько-Опільських лісах, західному і правобережного Лісостепу, правобережному й лівобережної злаково-лучному Степу і правобережному злаковому Степу                                                    | …                  | …                       |            |
| 150 | Шипшина двоколючкова Rosa diacantha Chrshan. | На кам'янистих схилах — у Правобережному Злаковому Степу | …                  | …                       |            |
| 151 | Шипшина іржаста Rosa rubiginosa L., syn. Rosa floribunda Steven ex Besser | У чагарниках, на узліссях, на схилах гір — на Правобережжі в лісових і лісостепових районах | …                  | …                       |            |
| 152 | Шипшина турецька Rosa turcica Rouy, syn. Rosa volhyniensis Chrshan. | Серед чагарників, по горбах, на узліссі — у Криму | …                  | …                       |            |
| 153 | Троянда витка Rosa arvensis Huds. | У парках — на всій території | [ 29 ]             | …                       |            |
| 154 | Шипшина найколючіша Rosa spinosissima L., у т. ч. Rosa pimpinellifolia L., Rosa tschatyrdagi Chrshan. | На кам'янистих і вапнякових відслоненнях і на відкритих гірських схилах — у лісостепу, на Правобережжі заходить у лісові та степові р-ни; у Криму | …                  | …                       |            |
| 155 | Шипшина бальзамічна Rosa balsamica Besser, syn. Rosa adenodonta Dubovik, Rosa antonowii (Lonacz.) Dubovik, Rosa klukii Besser | На схилах серед чагарників — на півдні лівобережного злаково-лучного Степу (в Приазов'ї) | [ 30 ]             | …                       |            |
| 156 | Шипшина звичайна Rosa canina L., у т. ч. Rosa heterostyla Chrshan., Rosa kalmiussica Chrshan. & Lasebna, Rosa lonaczevskii Dubovik, Rosa maeotica Dubovik, Rosa porrectidens Chrshan. & Lasebna, Rosa prutensis Chrshan., Rosa simplicidens Dubovik, Rosa transsilvanica Schur              | На схилах, узліссях, вздовж доріг і на пустирях — на Правобережжі часто; в інших районах зрідка | …                  | …                       |            |
| 157 | Шипшина чагарникова Rosa dumalis Bechst., syn. Rosa subafzeliana Chrshan., Rosa vosagiaca Déségl. | Серед чагарників, на схилах гір, ярів і на луках — по всій території | …                  | …                       |            |
| 158 | Шипшина дрібноцвіта Rosa micrantha Borrer ex Sm., syn. Rosa bordzilowskii Chrshan., Rosa chomutoviensis Chrshan. & Lasebna, Rosa mukatscheviensis Chrshan., Rosa psammophila Chrshan. | Серед чагарників у долинах, а також на відслоненнях — у Карпатах, на Закарпатській рівнині, у Розточсько-Опільських лісах | …                  | …                       |            |
| 159 | Шипшина бузька Rosa bugensis Chrshan. | Серед чагарників; на схилах і луках — у Прикарпатті та волинському Лісостепу | [ 31 ]             | …                       |            |
| 160 | Rosa marginata Wallr., syn. Rosa jundzillii Besser | На відкритих схилах і кам'янистих відслоненнях, переважно вапнякових — на Правобережжі в західному і правобережного Лісостепу, у Карпатах, заходить у Полісся та степові райони, на Лівобережжі — на півдні Середньоруської височини                                            | …                  | …                       |            |
| 161 | Шипшина щитконосна Rosa corymbifera Borkh., у т. ч. Rosa schmalhauseniana Chrshan., Rosa lapidosa Dubovik, Rosa obtusifolia Desv., Rosa tesquicola Dubovik, Rosa uncinella Besser | На схилах, узліссях, уздовж доріг — у всіх районах | [ 26 ]             | …                       |            |
| 162 | Шипшина подвійнозубчаста Rosa diplodonta Dubovik | На щебенево-кам'янистих сухих відкритих схилах — на півдні Донецького Лісостепу і Лівобережного Злаково-Лугового Степу (в Приазов'ї) | …                  | …                       |            |
| 163 | Шипшина повстиста Rosa tomentosa Sm., syn. Rosa andrzejowskii H.Waldner, Rosa borysthenica Chrshan., Rosa ciesielskii Błocki | У лісах, на узліссях, серед чагарників, на пустирях, біля доріг — на Правобережжі в лісових і лісостепових районах, зрідка на Лівобережжі в лісостепових і північних степових районах                                                                                           | …                  | …                       |            |
| 164 | Шипшина донецька Rosa donetzica Dubovik | На сухих кам'янистих схилах — на Донецькому кряжі та у Приазов'ї. У ЧКУ має статус «недостатньо відомий» | [ 32 ]             | …                       |            |
| 165 | Шипшина гололиста Rosa glabrifolia C.A.Mey. ex Rupr. | У заплавах річок і на узліссях на півдні західного Полісся (Рівненська обл., ок. смт Клевані, близько р. Горинь і ок. смт Степані) | …                  | …                       |            |
| 166 | Шипшина сиза Rosa glauca Pourr. | У Прикарпатті та Лісостепу | …                  | …                       |            |
| 167 | Шипшина горенківська Rosa gorenkensis Besser | На сухих кам'янистих схилах і в заростях степових чагарників — у Лісостепу | …                  | …                       |            |
| 168 | Шипшина повисла Rosa pendulina L. | У лісовій та субальпійській смугах Карпат | …                  | …                       |            |
| 169 | Шипшина волохата Rosa villosa L. | У заростях чагарників, на узліссях, у рідколіссі, а також на крейдяних схилах, обривах і уздовж лісових струмків — у Розточчя-Опільських лісах, Поліссі, Лісостепу (західному, правобережному, лівобережному, донецькому), заходить у північні степові райони, у Криму на яйлах | …                  | …                       |            |
| 170 | Шипшина блакитно-сіра Rosa caesia Sm., syn. Rosa lazarenkoi Chrshan. | У Карпатах, Передкарпатті, Розточчі-Опіллі, Західному Лісостепу (Поділля), Причорномор’ї | [ 11 ]             | …                       |            |
| 171 | Шипшина Дезеґліза Rosa deseglisei Boreau | У Карпатах, Передкарпатті, Правобережному Лісостепу | …                  | …                       |            |
| 172 | Шипшина французька Rosa gallica L., у т. ч. Rosa crenatula Chrshan., Rosa czackiana Besser, Rosa minimalis Chrshan., Rosa tauriae Chrshan. | У Закарпатті, Карпатах, Передкарпатті, Розточчі-Опіллі, на Поліссі (Волинська область), Західному Лісостепу, а також у Криму | …                  | …                       |            |
| 173 | Rosa inodora Fr., у т. ч. Rosa elliptica Tausch | У Закарпатті, Розточі-Опіллі, Західному Лісостепу | …                  | …                       |            |
| 174 | Шипшина синювата Rosa livescens Besser, у т. ч. Rosa chrshanovskii Dubovik, Rosa grossheimii Chrshan., Rosa parviuscula Chrshan. & Lasebna, Rosa pygmaea M.Bieb., Rosa schistosa Dubovik, Rosa subpygmaea Chrshan.                                                                          | У Передкарпатті, Західному Лісостепу, Лівобережному Лісостепу, на Донецькому кряжі, у Донецькому Лісостепу, Злаково-Лучному Степу, Північному Приазов'ї та в Криму | …                  | …                       |            |
| 175 | Шипшина травнева Rosa majalis Herrm. | На Поліссі, у Лісостепу, рідше в Лівобережному Злаково-Лучному Степу | …                  | …                       |            |
| 176 | Rosa mollis Sm. | Наводиться для Західного Полісся (Волинська область, Шацький район: с. Затишшя, с. Гаївка), можливо як здичавіле; також культивується; нерідко гібридизує з іншими видами | …                  | …                       |            |
| 177 | Шипшина Шерарда Rosa sherardii Davies | У Карпатах, Передкарпатті, Розточчі-Опіллі, Західному Поліссі, Західному Лісостепу; гібридизує з іншими видами | …                  | …                       |            |
| 178 | Rubus ambrosius Trávn. & Oklej. | ? | [ 33 ]             | …                       |            |
| 179 | Rubus aetnicus Weston | Наводиться для Криму, під назвою Rubus canescens DC. subsp. lloydianus (Genev.) O.Bolos & J.Vigo | [ 11 ]             | …                       |            |
| 180 | Rubus apricus Wimm. | Наводиться для Карпат, Львівської, Чернівецької областей та Житомирського Полісся | …                  | …                       |            |
| 181 | Rubus bertramii G.Braun | Наводиться для Львівської, Рівненської областей та Житомирського Полісся; це західноцентральноєвропейський аборигенний вид, з поточною експансією в східному напрямку | …                  | …                       |            |
| 182 | Rubus bifrons Vest | Наводиться для Закарпаття | …                  | …                       |            |
| 183 | Rubus camptostachys G.Braun | Наводиться для Карпат | …                  | …                       |            |
| 184 | Rubus constrictus Lefèvre & P.J.Müll. | У Закарпатській, Львівській та Чернівецькій областях. Раніше для України (окол. Львова та Чернівецької обл.) наводився під назвою Rubus vestii Focke | …                  | …                       |            |
| 185 | Rubus dumetorum Weihe | Наводиться для Карпат | …                  | …                       |            |
| 186 | Rubus fabrimontanus (Sprib.) Sprib. | Наводиться для Закарпатської області, але потребує підтвердження та західних рівнинних територій (Тернопільська обл.), дуже рідко | …                  | …                       |            |
| 187 | Rubus fasciculatus P.J.Müll. | Наводиться для західних регіонів (Львівська область), дуже рідко | …                  | …                       |            |
| 188 | Rubus glivicensis (Sudre) Sprib. | Наводиться для західних регіонів (окол. м. Львів) | …                  | …                       |            |
| 189 | Rubus grabowskii Weihe ex Günther, Grab. & Wimm. | У Закарпатській та Львівській областях; раніше для України наводився як R. candicans Weihe ex Rchb. або R. thyrsoideus Wimm. | …                  | …                       |            |
| 190 | Rubus guentheri Weihe | Наводиться лише для Карпат | …                  | …                       |            |
| 191 | Rubus koehleri Weihe | Наводиться для Карпат | …                  | …                       |            |
| 192 | Rubus macrophyllus Weihe & Nees | Наводиться для Карпат | …                  | …                       |            |
| 193 | Rubus marschallianus Juz. | У гірському Криму | …                  | …                       |            |
| 194 | Rubus montanus Lib. ex Lej. | У Закарпатській, Львівській, Чернівецькій областях, дуже рідко; наводиться також для Житомирського Полісся (південна межа) | …                  | …                       |            |
| 195 | Rubus nigricans Danthoine | Наводиться для Карпат і західних рівнинних регіонів (Розточчя, Передкарпаття) під назвою Rubus pedemontanus Pinkw. | …                  | …                       |            |
| 196 | Rubus opacus Focke | Наводиться для Львівської області | …                  | …                       |            |
| 197 | Rubus orthostachys G.Braun | Наводиться для Волинської, Львівської та Чернівецької областей, а також Житомирського Полісся, дуже рідко | …                  | …                       |            |
| 198 | Rubus peruncinatus (Sudre) Juz. | У гірському Криму, зрідка; раніше вид наводився під назвою Rubus × troitzkyi Juz. | …                  | …                       |            |
| 199 | Rubus radula Weihe | Наводиться для Закарпаття, але потребує підтвердження | …                  | …                       |            |
| 200 | Rubus rudis Weihe | Наводиться для Закарпатської (Мукачівський район, між селами Грибівці та Лохове), Львівської області (околиці м. Львова) та Житомирського Полісся | …                  | …                       |            |
| 201 | Rubus schleicheri Weihe ex Tratt. | Наводиться для Карпат, Закарпаття, Передкарпаття, Покуття | …                  | …                       |            |
| 202 | Rubus scissus W.C.R.Watson | Наводиться для Закарпатської області (під назвою Rubus nessensis W.Hall subsp. scissoides H.E.Weber.) та Житомирського Полісся | …                  | …                       |            |
| 203 | Rubus ulmifolius Schott | У Закарпатті, зрідка; наводиться також для Крим; іноді культивується й поширюється вздовж залізниць; раніше вид наводився для Берегівського району Закарпатської області, як Rubus discolor Weihe & Nees                                                                        | …                  | …                       |            |
| 204 | Rubus undabundus Juz. | У гірському Криму | …                  | …                       |            |
| 205 | Rubus wimmerianus (Sprib. ex Sudre) Sprib. | Наводиться для Закарпатської області, рівнинних західних регіонів (окол. м. Львів) та Житомирського Полісся | …                  | …                       |            |
| 206 | Ожина звичайна Rubus caesius L. | У лісах, чагарниках, на берегах річок — на всій території, б. м. звичайний | [ 19 ]             | …                       |            |
| 207 | Rubus gracilis J.Presl & C.Presl, syn. Rubus villicaulis Köhler ex Weihe | У лісах і чагарниках — зрідка в рівнинній частині Карпат, Розточчя-Опілля | …                  | …                       |            |
| 208 | Rubus silesiacus Weihe, syn. Rubus candicans Weihe ex Rchb. | На узліссях, трав'янистих сухих схилах — на Закарпатті, зрідка | …                  | …                       |            |
| 209 | Ожина шорстка Rubus hirtus Waldst. & Kit. | У лісах, на узліссях і галявинах — у Расточчі-Опіллі, Карпатах | …                  | …                       |            |
| 210 | Малина Rubus idaeus L. | У лісах, на вирубках, у чагарниках, на заливних луках — на Поліссі, у Лісостепу (крім Донецького Лісостепу), розсіяно; у гірському Криму, зрідка | …                  | …                       |            |
| 211 | Rubus polonicus Weston, syn. Rubus nessensis Hall | У лісах і чагарниках, на берегах річок — у Карпатах, на Поліссі, у Лісостепу (крім Донецької) | …                  | …                       |            |
| 212 | Кам'яниця Rubus saxatilis L. | У лісах і чагарниках — на Поліссі, як правило; у Лісостепу, зрідка; у гірському Криму, зрідка | …                  | …                       |            |
| 213 | Ожина борозниста Rubus sulcatus Vest | У лісах і чагарниках — на Закарпатті, зрідка | [ 34 ]             | …                       |            |
| 214 | Rubus creticus Tourn. ex L., syn. Rubus anatolicus (Focke) Hausskn., Rubus sanguineus Friv., Rubus sanctus Schreb. | На відкритих кам'янистих схилах, берегах річок, узбіччя доріг, місцями утворює зарості — на ПБК (переважно між Нікітським ботанічним садом і Гурзуфом) | [ 20 ]             | …                       |            |
| 215 | Rubus discernendus (Sudre) Sudre, syn. Rubus paratauricus Juz. | У соснових лісах, на узліссях — на ПБК, зрідка (в районі Ай-Петрі — Учан-су) | …                  | …                       |            |
| 216 | Rubus fruticosus L., syn. Rubus plicatus Weihe & Nees | На узліссях і в чагарниках — на Закарпатті, зрідка | …                  | …                       |            |
| 217 | Rubus praecox Bertol., syn. Rubus tauricus Schlecht ex Juz. | На лісових галявинах, відкритих схилах, берегах струмків — у гірському Криму й на Керченському півострові досить звичайний вид | …                  | …                       |            |
| 218 | Родовик малий Sanguisorba minor Scop. | По відкритих сухих місцях і схилах — у Закарпатті та Карпатах лише у нижніх поясах, рідко; на Правобережжі, розсіяно до м. Миколаїв; на Лівобережжі — у Луганській та Донецькій обл., нерідко                                                                                   | [ 7 ]              | …                       |            |
| 219 | Родовик лікарський Sanguisorba officinalis L. | На кам'янистих схилах, у степах — на півдні Степу (на півночі доходить до Первомайська, Кіровограда, Запоріжжя та Донецька), розсіяно; у Криму, як правило; заноситься й на північ (Ужгород, Харків)                                                                            | …                  | …                       |            |
| 220 | Sibbaldianthe orientalis (Juz. ex Soják) Mosyakin & Shiyan, syn. Potentilla orientalis Juz. | На сухих кам'янистих і глинистих схилах, пісках і покладах — у Донецькому Лісостепу (на півд. ч.), Степу (на півдні та в Криму) | [ 13 ]             | …                       |            |
| 221 | Горобина звичайна Sorbus aucuparia L. | У лісах, серед чагарників — у Правобережному Поліссі та Лісостепу, зх. областях України, Криму, часто; у сх. лісових районах, спорадично | [ 14 ]             | …                       |            |
| 222 | Cormus domestica (L.) Spach, Sorbus domestica L. | У лісах, серед чагарників — у гірському Криму, зазвичай. У садах і парках на півдні й південному заході України | …                  | …                       |            |
| 223 | Karpatiosorbus tauricola (Zaik. ex Sennikov) Sennikov & Kurtto, у т. ч. Aria tauricola (Zaik. ex Sennikov) Fedor., Sorbus pseudolatifolia K.P.Popov, Sorbus tauricola Zaik. ex Sennikov | У лісах — у гірському Криму, спорадично | …                  | …                       |            |
| 224 | Hedlundia roopiana (Bordz.) Sennikov & Kurtto, Sorbus roopiana Bordz. | У гірському Криму, рідко (Алуштинський та Зуйський р-ни) | …                  | …                       |            |
| 225 | Torminalis glaberrima (Gand.) Sennikov & Kurtto, syn. Sorbus torminalis (L.) Crantz | У світлих широколистяних лісах — у зх. областях, Правобережному Поліссі та Лісостепу, Криму, спорадично. У ЧКУ має статус «неоцінений» | …                  | …                       |            |
| 226 | Таволга в'язолиста Spiraea chamaedryfolia L. | У Карпатах, а також часто культивується в садах і парках, на вулицях населених пунктів й дичавіє | [ 11 ]             | …                       |            |
| 227 | Таволга зарубчаста Spiraea crenata L., у т. ч. Spiraea litwinowii Dobrocz. | Трапляється спорадично в Лісостепу і Степу, на Поліссі та Закарпатті — рідко | [ 35 ]             | …                       |            |
| 228 | Таволга звіробоєлиста Spiraea hypericifolia L. | Трапляється спорадично (в кам'янистих місцевостях) у Лісостепу і Степу, особливо на Лівобережжі, місцями досить часто | [ 36 ]             | …                       |            |
| 229 | Таволга середня Spiraea media Schmidt, у т. ч. Spiraea polonica Błocki | Серед чагарників, у світлих лісах, на кам'янистих схилах — у Правобережному Лісостепу, рідко (ряд мешкань у Вінницькій та Хмельницькій обл.); у Карпатах, спорадично | [ 15 ]             | …                       |            |
| 230 | Гребінничок лісовий Waldsteinia geoides Willd. | Світлі ліси, чагарники — у Прикарпатті, Розточчі-Опіллі та західному Лісостепу — у Придністрянській частині. У ЧКУ має статус «вразливий» | [ 21 ]             | …                       |            |
| 231 | В'яз еліптичний Ulmus elliptica K.Koch | У широколистяних лісах — у Карпатах, Лісостепу, Криму (тільки в горах), досить часто | [ 2 ]              | В'язові Ulmaceae        |            |
| 232 | В'яз шорсткий Ulmus glabra Huds. | У широколистяних лісах бере участь у створенні пологу, рідше в заплавних лісах — майже на всій території; у Криму тільки в горах, досить часто | …                  | …                       |            |
| 233 | берест Ulmus minor Mill., у т. ч. Ulmus carpinifolia G.Suckow, Ulmus suberosa Moench | У лісах, серед чагарників, на схилах — майже на всій території; у Карпатах, рідко; у Закарпатті на скелястих вулканічних схилах (Чорна гора) | …                  | …                       |            |
| 234 | В'яз гладкий Ulmus laevis Pall. | У дубових і тополево-дубових заплавних лісах, іноді й на рівних місцях і схилах на плато — на всій території, звичайний; у Криму, у горах верхнього поясу. Часто розводиться в садах і парках                                                                                   | [ 37 ]             | …                       |            |
| 235 | Настінниця розлога Parietaria judaica L., у т. ч. Parietaria diffusa Mert. & W.D.J.Koch | У чагарниках на кам'янистому ґрунті, на скелях — у Криму | [ 38 ]             | Кропивові Urticaceae    |            |
| 236 | Настінниця однорічна Parietaria lusitanica L., у т. ч. Parietaria chersonensis (Láng) Dörfl. | У тінистих місцях на кам'янистому ґрунті, у ущелинах скель — у Степу та Криму, зрідка | …                  | …                       |            |
| 237 | Настінниця лікарська Parietaria officinalis L. | У тінистих місцях на кам'янистому ґрунті — у Закарпатті, західному Лісостепу і Криму, зрідка | …                  | …                       |            |
| 238 | Кропива коноплева Urtica cannabina L. | У лісостепу та на Поліссі, росте переважно вздовж доріг | [ 39 ]             | …                       |            |
| 239 | Кропива дводомна Urtica dioica L., у т. ч. Urtica galeopsifolia Wierzb. ex Opiz | У лісах, чагарниках, садах, на бур'янах — на всій території, звичайний | …                  | …                       |            |
| 240 | Кропива київська Urtica kioviensis Rogow. | У лісах, чагарниках, на вологих місцях, на болотах — у Карпатах, Поліссі, Лісостепу і Степу, спорадично | …                  | …                       |            |
| 241 | Кропива кулястоквіткова Urtica pilulifera L. | На сміттєвих місцях — у Степу та Криму | …                  | …                       |            |
| 242 | Кропива жалка Urtica urens L. | На пустирях, пасовищах, вздовж доріг, у садах, на городах, біля житла — по всій території | …                  | …                       |            |